# Лигатненський край
Ли́гатненський кра́й (латис. Līgatnes novads) — адміністративно-територіальна одиниця Латвійської Республіки. Розташований у центральній частині країни, в історичному регіоні Ліфляндія. Адміністративний центр — Лигатне. Створений 2009 року. Площа — 167,7 км². Населення — 3684 осіб (2011). До складу краю входять 1 місто і 1 волость.

## Географія
Межує з Сігулдським, Крімулдським, Паргауйським та Аматським краями.

## Історія
Край було утворено 1 липня 2009 року після закінчення латвійської адміністративно-територіальної реформи з частини Цесіського району.

## Населення
Національний склад краю за результатами перепису населення Латвії 2011 року.
| Національність | К-сть | % |
| -------------- | ----- | - |